# فرودگاه پتروپاولوفسک/سیبون
 فرودگاه پتروپاولوفسک/سیبون (به انگلیسی: Petropavlovsk-Kamchatsky Airport) یک فرودگاه همگانی با کد یاتا PKC است که یک باند فرود آسفالت دارد و طول باند آن ۲۲۴ متر است. این فرودگاه در شهر پتروپاولوفسک کامچاتسکی در کشور روسیه قرار دارد و در ارتفاع ۴۰ متری از سطح دریا واقع شده‌است.

## شرکت‌های هواپیمایی و مقصدهای پروازی
| شرکت‌های هواپیمایی                       | مقصدهای پروازی                                                                                 |
| --------------------------------------- | ---------------------------------------------------------------------------------------------- |
| آئروفلوت                                | شرمتیوو                                                                                        |
| آئروفلوت اجرا توسط آورورا               | خاباروفسک ناوی، سوکول، ولادی‌وستوک، یوژنو-ساخالینسک                                             |
| آئروفلوت اجرا توسط روسیه ایرلاینز       | ونوکووا                                                                                        |
| Pegas Fly                               | چارتر فصلی: کام رانح                                                                           |
| Petropavlovsk-Kamchatsky Air Enterprise | نیکولسکویه، Ossora، Ozernaya، پالانا، Sobolevo، Tigil، تیلیچیکی، Ust-Hairyuzovo، اوست-کامچاتسک |
| اس۷ ایرلاینز                            | ولادی‌وستوک                                                                                     |
| اس۷ ایرلاینز اجرا توسط گلوبوس ایرلاینز  | تولمچوا                                                                                        |
| اورال ایرلاینز                          | ایرکوتسک، پالکوو، ولادی‌وستوک، کولتسوو                                                          |
| یاکوتیا ایرلاینز                        | خاباروفسک ناوی، ولادی‌وستوک فصلی: تد استیونز انکوریج، ناریتا، یاکوتسک                           |